# 몬테크리스토 (담배)

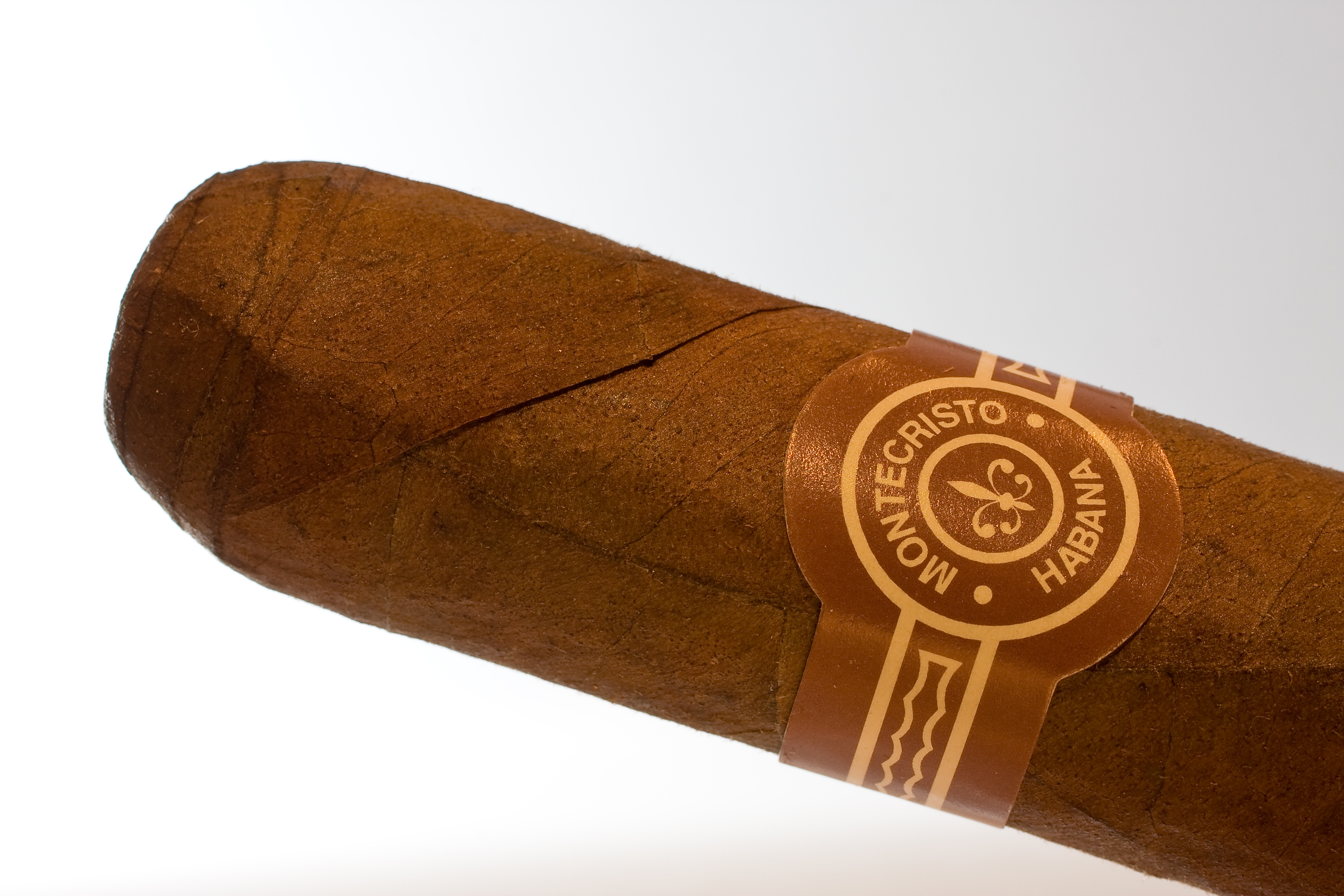
몬테크리스토

몬테크리스토(Montecristo)는 쿠바에서 생산되는 시가 브랜드이다. 알론소 메넨데스가 1935년에 H. 업맨 공장에서 생산을 시작하였으며, 알렉산드르 뒤마의 소설 《몬테크리스토 백작》에 등장하는 주인공의 이름을 따서 명명되었다. 쿠바 시가 수출의 약 25%는 몬테크리스토가 차지하고 있다. 현재는 하바노스에서 생산한다.